# NGC 5643
NGC 5643 هيَ مجرة حلزونية متوسطة تمتلك نواة مجرية نشطة وَتتواجد في كوكبة السبع.

## تاريخ المراقبة
ويليام هيرشل عثر عليه بشكل مستقل عام 1788

## الهيكل
مجهولة الهيكل

## المجرات القريبة
مجرة ميسية 33 والمثلث